# Franz Jonas
Pour les articles homonymes, voir Jonas (homonymie).
Franz Jonas, né le 4 octobre 1899 et mort le 24 avril 1974 à Vienne, est un homme d'État autrichien membre du Parti socialiste d'Autriche (SPÖ).
Il est bourgmestre de Vienne entre 1951 et 1964, puis président fédéral d'Autriche jusqu'à sa mort.

## Premières années
Engagé sur le front italien pendant la première guerre mondiale, il travaille ensuite entre 1919 et 1932 comme correcteur. Parallèlement c'est un militant socialiste et espérantiste,. Ayant appris la langue internationale espéranto à partir de 1922, comme secrétaire de la ligue autrichienne espérantiste des travailleurs, c'est l'un des organisateurs du 5ème congrès de l'association mondiale anationale qui se déroule à Vienne en 1925.
Arrêté en 1935, il passe 14 mois en prison. Pendant la seconde guerre mondiale, il travaille à la Lokomotivfabrik Floridsdorf ce qui le dispense de la mobilisation.
Après la guerre, il participe à la création du parti socialiste autrichien (SPÖ) résultant de la fusion des partis social-démocrate et socialiste révolutionnaire.

## Bourgmestre de Vienne
Il est investi bourgmestre de Vienne le 18 juin 1951, après que son prédécesseur Theodor Körner a été investi président fédéral.
Aux élections régionales du 17 octobre 1954, il rétablit la domination du Parti socialiste d'Autriche avec plus de 52 % des voix et 59 députés sur 100 au Landtag.

## Président fédéral d'Autriche

### Présidence
À la suite du décès d'Adolf Schärf le 28 février 1965, une élection présidentielle fédérale anticipée est convoquée le 23 mai. Franz Jonas y représente le SPÖ et se trouve face à un seul adversaire, l'ancien chancelier et candidat du Parti populaire autrichien (ÖVP) Alfons Gorbach. Avec 64 000 voix d'avance, Jonas l'emporte en réunissant 50,69 % des voix. C'est la dernière fois qu'un chef de gouvernement régional accède à la tête de l'État fédéral autrichien.
Il démissionne de la mairie de Vienne le 9 juin et est investi le lendemain président fédéral d'Autriche. Jusqu'à l'arrivée au pouvoir de Michael Häupl, son mandat de presque 14 ans est le plus long à la tête de la capitale depuis 1945. Il se voit décerner en 1969 la médaille Pierre de Coubertin pour récompenser son engagement dans le Comité international olympique et dans le Comité olympique autrichien.
Le 21 avril 1970, il procède à l'assermentation du premier gouvernement du chancelier Bruno Kreisky. C'est alors la première fois qu'un socialiste accède à la direction du gouvernement à la suite d'élections législatives sous la Deuxième République, et que les deux têtes de l'exécutif appartiennent au SPÖ.
À l'issue de son premier sextennat, il fait usage de la capacité constitutionnelle à en solliciter le renouvellement. Pour l'élection présidentielle du 25 avril 1971, il fait face au secrétaire général des Nations unies Kurt Waldheim, soutenu par l'ÖVP. Il est réélu avec 52,78 % des suffrages exprimés, soit une avance beaucoup plus confortable sur son concurrent de 463 000 voix.
Ses fonctions politiques à la tête de l'Etat, ne l'empêchent pas de continuer son œuvre militante en faveur de l'espéranto,

### Mort en fonction
Il meurt le 24 avril 1974, à l'âge de 74 ans. L'intérim revient alors au chancelier fédéral Bruno Kreisky. Il est inhumé cinq jours plus tard au Zentralfriedhof de Vienne, dans le Präsidentengruft où reposent tous les présidents de la République élus depuis 1945.
Indépendant mais soutenu par le Parti socialiste, Rudolf Kirchschläger est élu pour lui succéder deux mois plus tard.